# Xã Rock, Quận Grant, Bắc Dakota
Xã Rock (tiếng Anh: Rock Township) là một xã thuộc quận Grant, tiểu bang Bắc Dakota, Hoa Kỳ. Năm 2010, dân số của xã này là 16 người.